# Чемпионат России по биатлону 2009/2010
Чемпионат России по биатлону сезона 2009/2010 проводился в несколько этапов, медали были разыграны в 11 дисциплинах — семи личных и четырёх командных.
В декабре 2009 года в рамках всероссийского соревнования «Ижевская винтовка» в Ижевске состоялись индивидуальные гонки чемпионата России среди мужчин и женщин.
С 11 по 16 марта 2010 года в СК «СКГУ “Академия биатлона”» Красноярск прошли следующие гонки чемпионата России:
1. Суперспринт (мужчины, женщины)
2. Командная гонка (мужчины, женщины)
3. Смешанная эстафета

В марте 2010 года в Новосибирске на соревнованиях «Приз Е. Д. Глинского» состоялись суперпреследования и патрульные гонки у мужчин и женщин.
В биатлонном центре имени А. Тихонова, село Уват, Тюменская область с 29 марта по 8 апреля 2010 года разыграны медали среди мужчин и женщин в спринте, гонке преследования, масс-старте, эстафете и марафоне. В марафоне 8 огневых рубежей, штрафной круг 100 метров и после девятого круга замена обойм и смена лыж.
Для выявления обладателя автомобиля — главного приза губернатора Тюменской области на дистанцию марафона спортсмены уходили с отставанием от лидера после гонки преследования, поделённым на 4. Но в зачёт Чемпионата России марафон считался как гонка с раздельным стартом.
В цветочную церемония награждения (расширенный подиум) попадали спортсмены, занявшие места с 1 по 6.

## Результаты
| Гонка                                                                                           | Мужчины | Женщины |
| Индивидуальная гонка Ижевск 1. 24 декабря 2009 Женщины: 15 км 2. 25 декабря 2009 Мужчины: 20 км | 1. Антон Шипулин 56:00.9 (1) 2. Алексей Волков +1:23.2 (2) 3. Максим Ихсанов +1:33.5 (1) 4. Евгений Гараничев 5. Василий Шеталин 6. Алексей Чурин Итоговые протоколы «Ижевской винтовки» | 1. Наталья Гусева 48:45.7 (1) 2. Анна Кунаева +22.8 (3) 3. Анастасия Романова +24.4 (2) 4. Татьяна Зевахина =5. Анна Булыгина =5. Ирина Максимова Итоговые протоколы «Ижевской винтовки» |
| Командная гонка Красноярск 1. 13 марта 2010 Женщины: 7,5 км 2. 13 марта 2010 Мужчины: 10 км     | 1. Мордовия-1 31:22.6 (4) (Алексей Вольчук, Марсель Шарипов, Павел Магазеев, Артём Ушаков) 2. Башкортостан +9.8 (6) (Василий Шеталин, Сергей Кугубаев, Виталий Кабардин, Александр Жирный) 3. Свердловская область +31.1 (5) (Николай Елисеев, Дмитрий Князев, Сергей Башкиров, Сергей Мурдасов) Чемпионат России. Командная гонка                                | 1. ХМАО-Югра 27:20.4 (3) (Наталья Егошина, Ольга Анисимова, Евгения Седова, Екатерина Шумилова) 2. Тюменская область +32.3 (6) (Анна Сорокина, Анастасия Токарева, Анастасия Романова, Юлия Корнилюк) 3. Тюмень-2 +57.8 (4) (Дарья Новикова, Елена Козак, Ирина Трусова, Марина Коровина) Чемпионат России. Командная гонка                                       |
| Супер-спринт Красноярск 1. 15 марта 2010 Женщины: 6 км 2. 14 марта 2010 Мужчины: 6 км           | 1. Алексей Чурин 18:03.0 (0) 2. Игорь Минченков +1.7 (0) 3. Вячеслав Алыпов +8.7 (0) 4. Никита Мерзляков 5. Кирилл Щербаков 6. Алексей Соловьёв Протоколы | 1. Анастасия Токарева 19:53.4 (0) 2. Мария Косинова +51.4 (0) 3. Юлия Корнилюк +52.1 (1) 4. Наталья Егошина 5. Ольга Прокопьева 6. Ульяна Денисова Протоколы |
| Смешанная эстафета Красноярск 1. 16 марта 2010 Юниорки: 2x6 км Юниоры: 2x7.5 км                 | 1. Красноярск-1 1:26:12.7 (0+0) (Ольга Медведцева, Татьяна Зевахина, Кирилл Щербаков, Александр Шрейдер) 2. Тюмень-1 +18.9 (0+7) (Анастасия Токарева, Юлия Корнилюк, Алексей Чурин, Сергей Баландин) 3. Санкт-Петербург +25.4 (0+0) (Наталья Гусева, Надежда Писарева, Игорь Минченков, Дмитрий Малышко) Ольга Медведцева — чемпионка России в смешанной эстафете | 1. Красноярск-1 1:26:12.7 (0+0) (Ольга Медведцева, Татьяна Зевахина, Кирилл Щербаков, Александр Шрейдер) 2. Тюмень-1 +18.9 (0+7) (Анастасия Токарева, Юлия Корнилюк, Алексей Чурин, Сергей Баландин) 3. Санкт-Петербург +25.4 (0+0) (Наталья Гусева, Надежда Писарева, Игорь Минченков, Дмитрий Малышко) Ольга Медведцева — чемпионка России в смешанной эстафете |
| Супер-преследование Новосибирск 1. 22 марта 2010 Женщины: 6 км 2. 21 марта 2010 Мужчины: 7,5 км | 1. Артём Гусев 22:09.7 (0) 2. Александр Шрейдер +3.1 (1) 3. Алексей Чурин +23.0 (1) 4. Василий Шеталин 5. Максим Максимов 6. / Виталий Норицын Протоколы | 1. Юлия Корнилюк 18:36.7 (3) 2. Мария Демидова +6.2 (0) 3. Анастасия Романова +25.0 (1) 4. Марина Коровина 5. Екатерина Шумилова 6. Анна Кунаева Протоколы |
| Патрульная гонка Новосибирск 1. 23 марта 2010 Женщины: 20 км 2. 23 марта 2010 Мужчины: 25 км    | 1. Новосибирск 1:11:16.3 (4) (Андрей Чурилов, Иван Нюняев, Максим Огарков, Александр Огарков, Иван Панченко) 2. Мордовия 1:11:39.8 (4) (Алексей Вольчук, Владимир Семаков, Дмитрий Блинов, Павел Магазеев, Марсель Шарипов) 3. Тюменская обл 1:12:03.9 (4) (Алексей Чурин, Евгений Гараничев, Олег Колодийчук, Виталий Шилов, Сергей Баландин) Протоколы          | 1. Тюмень 1:07:39.9 (1) (Юлия Корнилюк, Анастасия Романова, Марина Коровина, Ирина Трусова, Елена Козак) 2. / СФО-1 1:10:30.4 (5) (Юлия Панченко, Елена Архипова, Людмила Шишкина, Елена Верещагина, Анастасия Грушецкая) 3. Удмуртия 1:11:25.1 (3) (Валентина Назарова, Анна Кунаева, Ксения Куликова, Ольга Прокопьева, Лилия Перетурина) Протоколы             |
| Спринт Уват 1. 31 марта 2010 Женщины: 7,5 км 2. 31 марта 2010 Мужчины: 10 км                    | 1. Алексей Волков 26:45.0 (0) 2. Андрей Маковеев +15.4 (2) 3. Иван Черезов +40.1 (2) 4. Евгений Гараничев 5. Сергей Баландин 6. Артём Ушаков Протоколы | 1. Яна Романова 22:26.5 (0) 2. Екатерина Юрлова +56.3 (0) 3. Анна Булыгина +1:11.9 (2) 4. Ульяна Денисова 5. Анна Кунаева 6. Светлана Слепцова Протоколы |
| Гонка преследования Уват 1. 1 апреля 2010 Женщины: 10 км 2. 1 апреля 2010 Мужчины: 12,5 км      | 1. Андрей Маковеев 37:07.1 (5) 2. Алексей Волков +4.0 (3) 3. Иван Черезов +29.6 (4) 4. Евгений Гараничев 5. Артём Ушаков 6. Алексей Чурин Протоколы | 1. Яна Романова 32:47.1 (3) 2. Анна Булыгина +1:48.3 (5) 3. Екатерина Юрлова +1:53.3 (3) 4. Наталья Бурдыга 5. Светлана Слепцова 6. Анна Кунаева Протоколы |
| Масс-старт Уват 1. 3 апреля 2010 Женщины: 12,5 км 2. 3 апреля 2010 Мужчины: 15 км               | 1. Андрей Маковеев 45:13.6 (2) 2. Артём Гусев +15.4 (2) 3. Евгений Гараничев +18.1 (3) 4. Сергей Баландин 5. / Виталий Норицын 6. Кирилл Щербаков Протоколы | 1. Яна Романова 39:45.3 (0) 2. Екатерина Юрлова +24.3 (1) 3. Анна Булыгина +29.9 (2) 4. Наталья Соколова 5. Наталья Бурдыга 6. Екатерина Глазырина Протоколы |
| Эстафета Уват 1. 4 апреля 2010 Женщины: 4 х 6 км 2. 4 апреля 2010 Мужчины: 4 х 7,5 км           | 1. Мордовия-1 1:23:27.1 (0+8) (Марсель Шарипов, Артём Ушаков, Владимир Семаков, Виктор Васильев) 2. Башкортостан +1:07.3 (1+12) (Виталий Кабардин, Сергей Кугубаев, Василий Шеталин, Александр Жирный) 3. Московская область +1:32.6 (3+7) (Андрей Веденин, Кирилл Кудряшов, Александр Бабчин, Виталий Норицын) Протоколы                                         | 1. / Сибирь 1:20:02.1 (0+10) (Анна Богалий-Титовец, Мария Демидова, Татьяна Зевахина, Ольга Медведцева) 2. Тюменская область-1 +30.9 (2+13) (Анастасия Романова, Анна Булыгина, Юлия Корнилюк, Мария Садилова) 3. ХМАО-Югра-1 +1:41.4 (1+14) (Ольга Анисимова, Светлана Слепцова, Наталья Егошина, Евгения Седова) Протоколы                                      |
| Марафон Уват 1. 8 апреля 2010 Женщины: 25,5 км 2. 7 апреля 2010 Мужчины: 36 км                  | 1. Артём Ушаков 1:37:22.1 (4) 2. Владимир Семаков +4.9 (1) 3. Андрей Маковеев +1:02.1 (10) 4. Максим Максимов 5. Виктор Васильев 6. Алексей Волков Протоколы | 1. Яна Романова 1:21:45.7 (2) 2. Анна Булыгина +7.1 (8) 3. Анна Кунаева +1:53.1 (9) 4. Наталья Соколова 5. Мария Садилова 6. Наталья Гусева Протоколы |

## Медали
| Место | Регион               |   |   |   | Всего |
| ----- | -------------------- | - | - | - | ----- |
| 1     | Тюменская область    | 4 | 6 | 7 | 17    |
| 2     | Мордовия             | 3 | 1 | 0 | 4     |
| 3     | ХМАО                 | 2 | 3 | 1 | 6     |
| 4     | Санкт-Петербург      | 1 | 3 | 2 | 6     |
| 5     | Свердловская область | 1 | 0 | 1 | 2     |
| 6     | Красноярский край    | 1 | 0 | 0 | 1     |
| 7     | Башкортостан         | 0 | 3 | 0 | 3     |
| 8     | Удмуртия             | 0 | 1 | 4 | 5     |
| =9    | Москва               | 0 | 0 | 1 | 1     |
| =9    | Пермский край        | 0 | 0 | 1 | 1     |